# Обитељски албум
„Обитељски албум” је југословенски ТВ филм из 1981. године. Режирао га је Мирослав Микуљан а сценарио је написала Марија Пекић Микуљан

## Улоге
| Глумац             | Улога |
| ------------------ | ----- |
| Нада Абрус         |       |
| Божидар Алић       | Син   |
| Златко Црнковић    |       |
| Перица Мартиновић  |       |
| Драган Миливојевић |       |
| Хермина Пипинић    | Мајка |
| Звонимир Торјанац  | Отац  |
| Томислав Заја      |       |